# Tageri
Tegeri, Tajari ou Tajiri (em árabe: تجرهي; romaniz.: Tajarhi‎) é uma cidade da Líbia situada no distrito de Murzuque. Esta cidade encontra-se próxima de Medrusa.